# Колбин, Александр Ильич
Александр Ильич Колбин (род. 26 апреля 1987 года) — российский пауэрлифтер.

## Карьера
Тренируется в Саранске у А. Б. Холопова.
Выступая в юношеском разряде, становился чемпионом России (2003, 2004, 2005), чемпионом мира (2004, 2005).
В юниорском разряде был чемпионом России (2006, 2007, 2009), Европы (2006, 2009, 2010) и мира (2007, 2009).
Во взрослом разряде становился бронзовым призёром чемпионата России (2005, 2007, 2011), вице-чемпионом России () и чемпионом России (2008)
В 2011 году становится вице-чемпионом мира. В 2012 году становится вице-чемпионом России и чемпионом Европы. В 2013 году завоевывает серебро на чемпионате России и золото чемпионата Европы.
В 2014 году завоёвывает бронзовую награду на чемпионате России без экипировки, а также бронзу на чемпионате России с экипировкой. Становится бронзовым призёром чемпионата Европы с экипировкой.
В декабре 2014 года выигрывает серебро чемпионата России 2015 года и серебро чемпионата России с экипировкой. В мае 2015 года становится чемпионом Европы. А на чемпионате мира по классическому пауэрлифтингу завоёвывает серебро.